# فرودگاه سانتا ماریا (سرژیپه)
فرودگاه سانتا ماریا (سرژیپه) (به انگلیسی: Santa Maria Airport (Sergipe)) (به زبان بومی: Aeroporto Internacional de Aracaju-Santa Maria) یک فرودگاه همگانی مسافربری با کد یاتا AJU است که یک باند فرود آسفالت دارد و طول باند آن ۲۲۰۰ متر است. این فرودگاه در شهر اراکاجو کشور برزیل قرار دارد و در ارتفاع ۷ متری از سطح دریا واقع شده است.

## شرکت‌های هواپیمایی و مقصدهای پروازی
| شرکت‌های هواپیمایی     | مقصدهای پروازی                                                    |
| --------------------- | ----------------------------------------------------------------- |
| اویانکا برزیل         | برازیلیا، سائو پائولو گوارولوس                                    |
| آزول برزیلین ایرلاینز | ویراکوپوس-کامپیناس, , ریکایف                                      |
| گول ایر ترنسپورت      | ریو دوژانیرو گالیائو، کونگونیاس-سائو پائولو، سائو پائولو گوارولوس |
| تام ایرلاینز          | برازیلیا، کونگونیاس-سائو پائولو، سائو پائولو گوارولوس             |